# (5819) Lauretta
(5819) Lauretta (1989 UZ4) – planetoida z pasa głównego asteroid okrążająca Słońce w ciągu 4,02 lat w średniej odległości 2,53 j.a. Odkryta 29 października 1989 roku.